# 仁科 (音乐人)
仁科（1986年6月17日—），原名许昌锄，海丰人，五条人乐队主唱、手风琴手与主音吉他手。前期通常被定位为民谣歌手，后逐渐转向摇滚风格。

## 专辑

### 个人
《春就很好听了》，2009年1月1日